# Megarynchus
Genre
Synonymes
- Megarhynchus[2]

Megarynchus est un genre d'oiseaux de la famille des Tyrannidae.

## Liste des espèces
Selon la classification de référence du Congrès ornithologique international (version 6.4, 2016) :
- Megarynchus pitangua (Linnaeus, 1766)
  - Megarynchus pitangua tardiusculus Moore, RT, 1941
  - Megarynchus pitangua caniceps Ridgway, 1906
  - Megarynchus pitangua mexicanus (Lafresnaye, 1851)
  - Megarynchus pitangua deserticola Griscom, 1930
  - Megarynchus pitangua pitangua (Linnaeus, 1766)
  - Megarynchus pitangua chrysogaster Sclater, PL, 1860